# Georges Franju
Georges Franju (Fougères, 12 de abril de 1912 - París, 5 de noviembre de 1987) fue un cineasta francés.
Franju fue uno de los fundadores de la filmoteca francesa con Henri Langlois, Jean Mitry y Paul-Auguste Harlé, para preservar copias de antiguas películas mudas que iban a desaparecer. Con Henri Langlois realizó su primer cortometraje, Métro, en 1934. Entre 1948 y 1958, Franju realizó trece cortometrajes que le encumbraron como maestro del documental francés.
Alcanzó la fama en 1949 con el documental corto llamado Le sang des bêtes (La sangre de las bestias). Rodada en un matadero parisino, demostró la habilidad de Franju para combinar poesía y grafismo, así como para encajar lo misterioso y lo cruel dentro de un marco realista. Es más conocida su película de terror Les yeux sans visage (Los ojos sin rostro, 1960), de la que Pauline Kael dijo que era «quizás la película de terror más elegante que se haya hecho jamás», con Pierre Brasseur, Edith Scob y Alida Valli. 
En 1965 Franju fue utilizado, sin saberlo, por los servicios secretos de Marruecos para tender una trampa al opositor Mehdi Ben Barka. Un falso productor, Georges Figon, le propuso realizar un documental sobre la descolonización con el asesoramiento de Ben Barka. El líder marroquí fue secuestrado cuando acudía a una cita con Franju y Figon en la brasserie Lipp de París, y desapareció. Se supone que fue asesinado.

## Filmografía

### Cortometrajes
- 1935: Le Métro (con Henri Langlois)
- 1949: Le sang des bêtes
- 1950: En passant par la Lorraine
- 1951: Hôtel des invalides
- 1952: Le grand Méliès
- Monsieur et madame Curie
- 1954  Poussières
- Navigation marchande
- 1955: À propos d'une rivière / Le saumon atlantique
- Mon chien
- 1956: Le Théâtre national populaire
- Sur le pont d'Avignon
- 1957: Notre-Dame, cathédrale de Paris
- 1958: La Première Nuit

### Largometrajes
- 1958 : La tête contre les murs
- 1959 : Les yeux sans visage
- 1961 : Pleins feux sur l'assassin
- 1962 : Thérèse Desqueyroux
- 1963 : Judex
- 1965 : Thomas el impostor (Thomas l'imposteur)
- 1970 : La faute de l'abbé Mouret
- 1974 : Nuits rouges